# 旧博物館 (ベルリン)

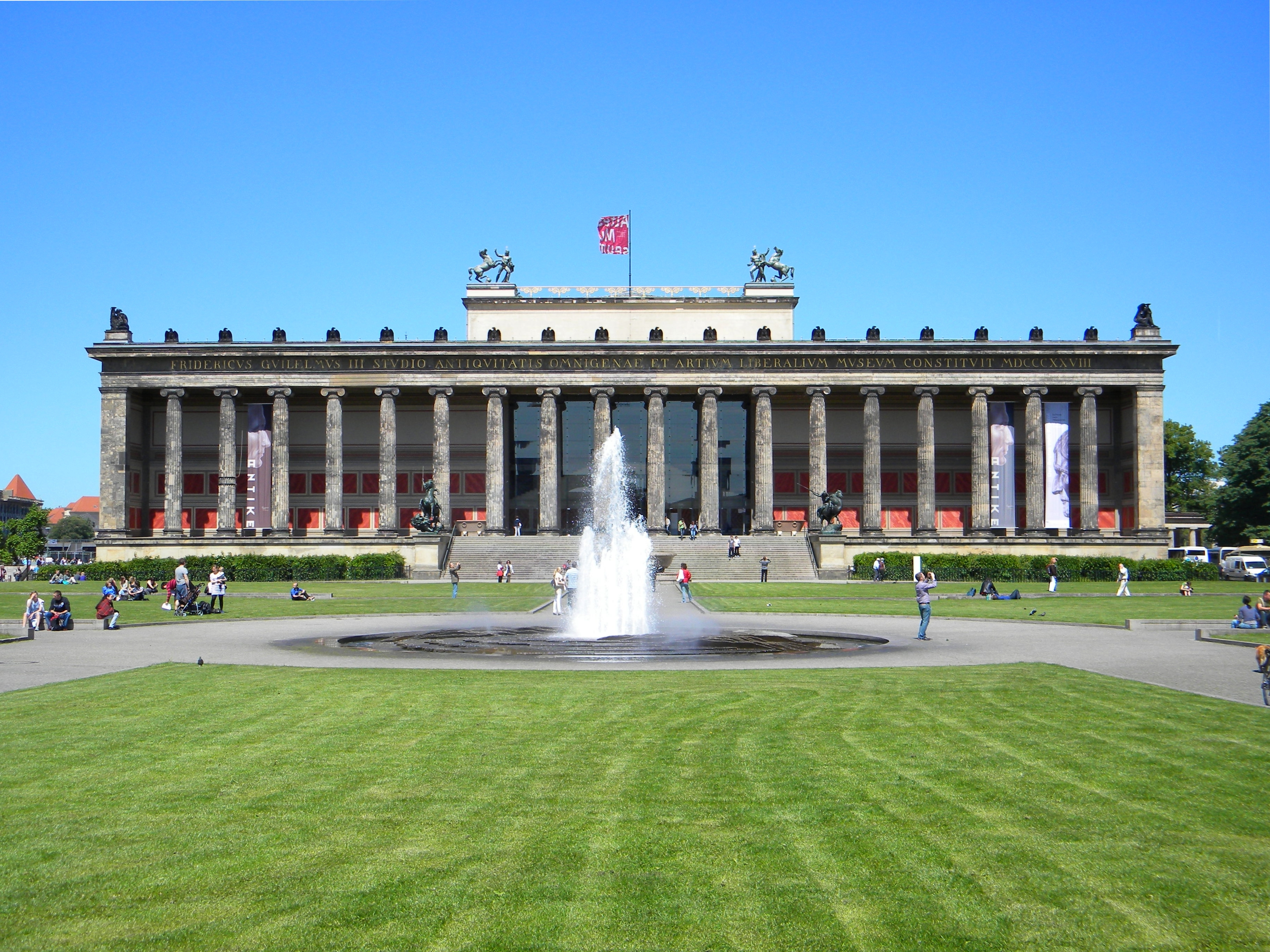
旧博物館（アルテス・ムゼウム）

旧博物館（きゅうはくぶつかん、アルテス・ムゼウム、独: Altes Museum）は、ドイツ、ベルリンのムゼウムスインゼル（博物館島）にある博物館である。1966年に再建、修復されて以来、ベルリン国立博物館群のなかでもアンティーク・コレクション (Antikensammlung Berlin ) を専門として収蔵している。
もともとはプロイセン王国の王室コレクションの収蔵と展示が目的で、建築家カルル・フリードリッヒ・シンケルの設計をもとに1823年から1830年にかけて建設された。ドイツ新古典主義の名作である。
1845年まで王立博物館 (Königliches Museum ) と呼ばれていた。新古典主義様式建造物で、シンケルの代表作とされている。1999年には博物館島のその他の歴史的建造物とともに、ユネスコの世界遺産に登録されている。

## 建設計画
19世紀初頭のドイツではブルジョワジーが台頭し、自己主張をもち、自分たちが置かれている社会環境を意識し始めた人々が、芸術について新しい考えを持つようになった。芸術が大衆に広く公開され、一般市民でも芸術を通じて包括的な人格形成が可能になるべきであるとするこの思想は徐々に社会に浸透し始めていった。プロイセン国王フリードリヒ・ヴィルヘルム3世はこの風潮に大いに賛同し、カルル・フリードリッヒ・シンケルに王室美術コレクションを大衆に公開するための王立博物館の設計を命じた。
よく知られているように、シンケルの王立博物館の設計には、当時の王太子（後のプロイセン国王フリードリヒ・ヴィルヘルム4世）の嗜好が反映されている。王太子は博物館を完全に古典的様式で設計させようとして、古典的デザインのポーチで飾られた玄関ホールの鉛筆スケッチをシンケルに送ったこともあった。
シンケルの設計は、博物館を庭園ルストガルテンを取り囲む建築物の一つとして、周囲の風景に統合、調和させるものだった。ルストガルテンの南に位置するベルリン王宮は世俗的な権力を、西に位置するツォイクハウス（en:Zeughaus、「武器庫」の意味、現在のベルリン歴史博物館）は軍事力を、東に位置するベルリン大聖堂は神の権威をそれぞれ象徴していた。そして一般大衆への啓蒙を目的とした博物館は、科学と芸術の象徴としてルストガルテンの北に建築されることになった

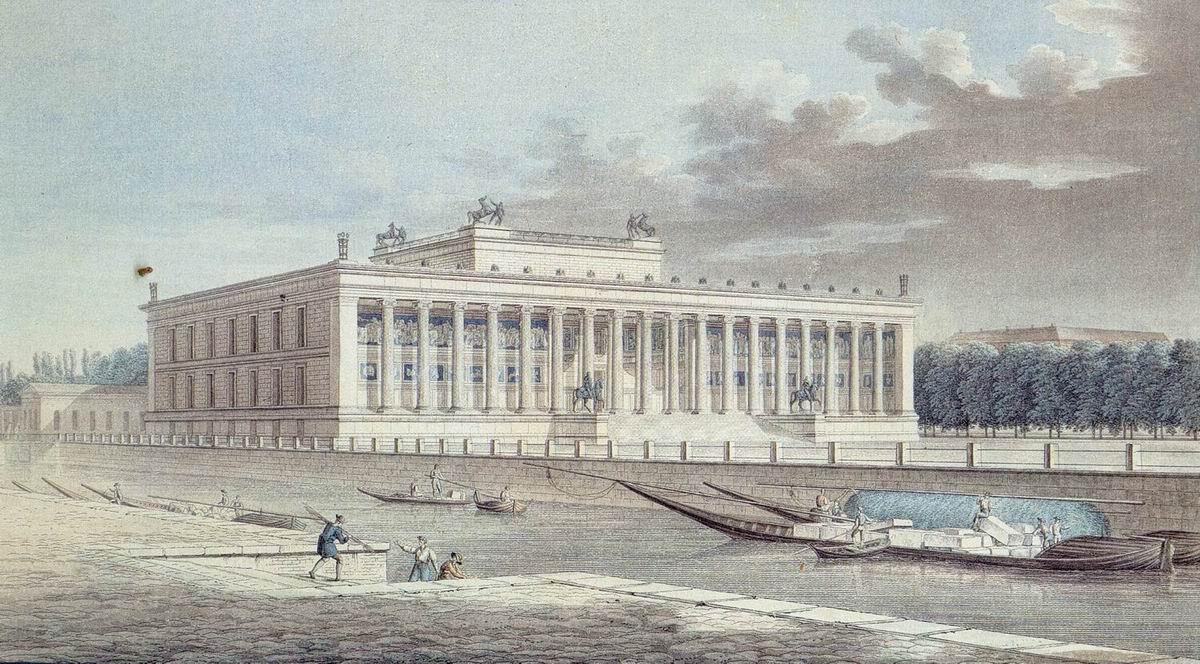
1830年ごろの旧博物館

シンケル自身の設計は1822年から1823年には完了していたが、実際に博物館の建設が開始されたのは1825年になってからだった。そして1828年に建物が完成し、1830年8月3日に正式に博物館として開館した。当時のシンケルは、もともとバロック様式建築だったベルリン大聖堂を新古典主義様式建築へと改築する責任者も兼ねていた。博物館建築と同時期に始まったルストガルテン改修の担当者だった造園技師ペーター・ヨセフ・レンネの作業にも、ルストガルテンと周辺の建造物の調和や様式の統合などといった点に大きな影響を及ぼしている。
1841年に国王フリードリヒ・ヴィルヘルム4世は、シュプレー川の中州北部全体を「芸術と科学の聖域とする」という国王令を発布し、現在の博物館島の基礎を築いた。そして1845年に「王立博物館」は現在まで続く旧博物館（Altes Museum）に改名された。

## 建物

### 外観

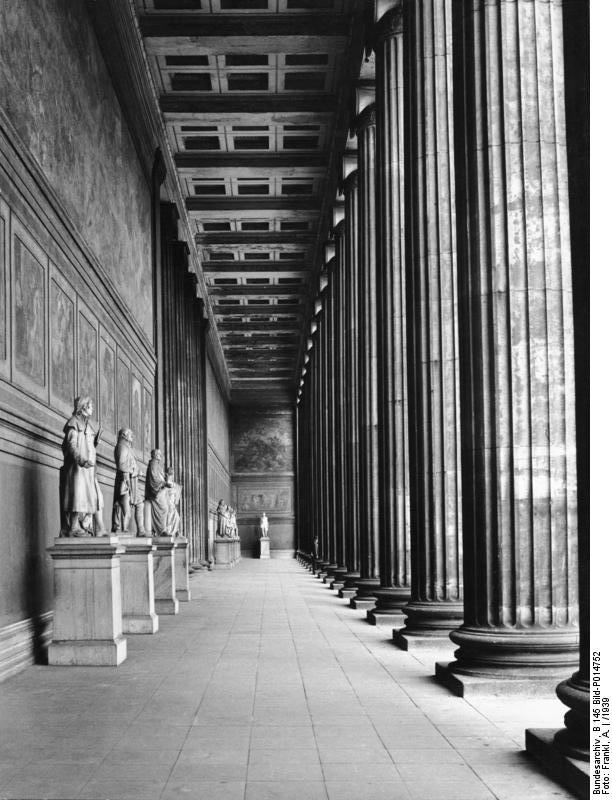
ポルチコに展示されている彫像

旧博物館の柱廊はアテネの古代建築がモデルで、古代ギリシアの建築、彫刻様式を手本としている。博物館正面は87mに渡って純粋なイオニア様式となっており、正面以外は石とレンガが組み合わされて構成されている。ポルチコを支える18本のイオニア様式の円柱上部にはそれぞれ砂岩でできた鷲の彫刻が置かれ、次のような奉献碑文が設置されている。
| 「 | FRIDERICVS GVILHELMVS III. STVDIO ANTIQVITATIS OMNIGENAE ET ARTIVM LIBERALIVM MVSEVM CONSTITVIT MDCCCXXVIII | 」 |

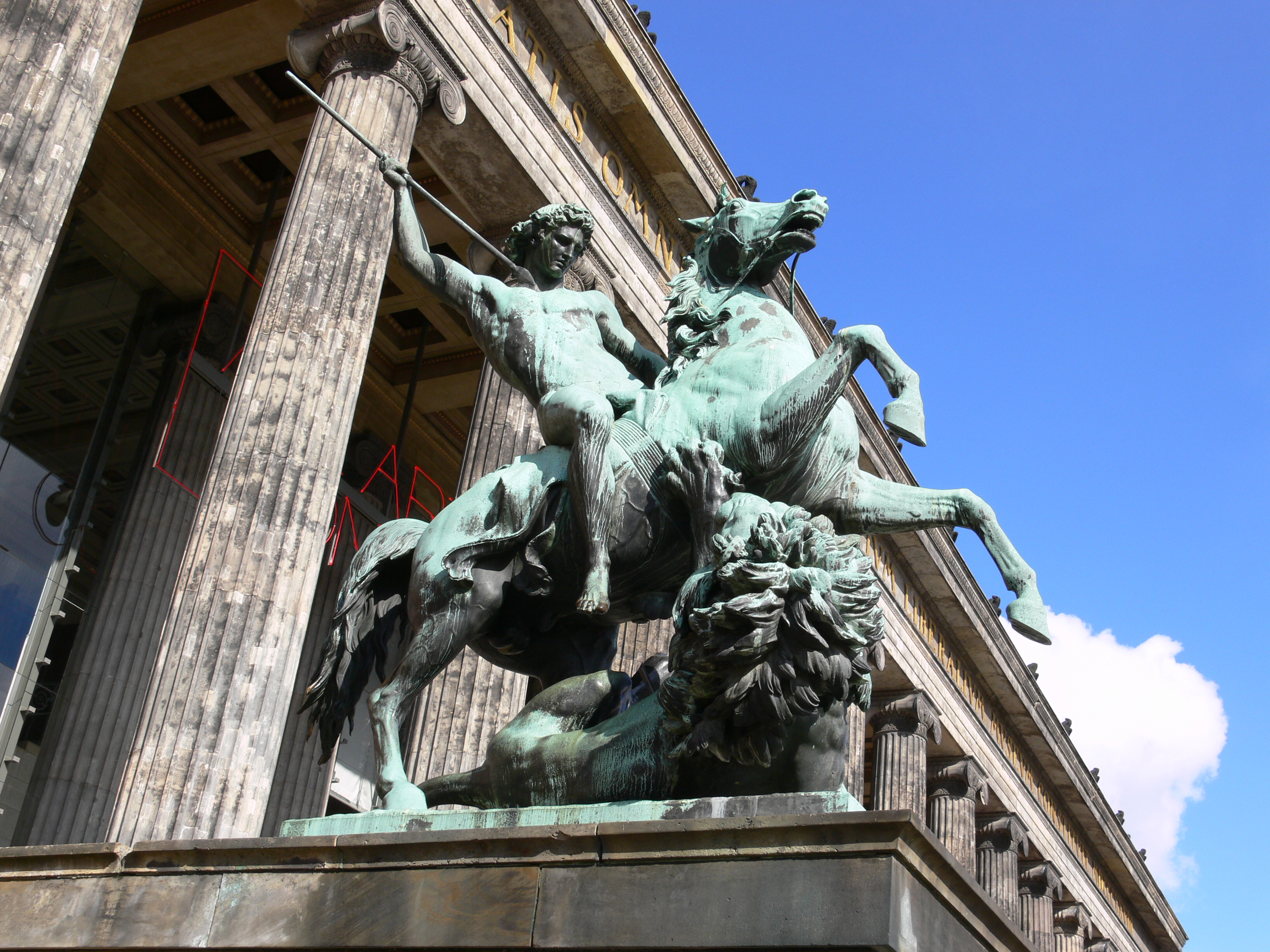
獅子狩人 (Löwenkämpfer)

シンケルの設計原案では、二体の騎兵の大きな彫刻が入口両側面に配置されることになっていた。1842年にプロイセンの彫刻家アウグスト・キス (de:August Kiß) が、入口に続く階段右側に、猛獣からの攻撃を防ぐアマゾン族の女戦士 (Kämpfende Amazone ) を表現した彫刻を制作した。その後、1861年に階段左側に獅子狩人 (Löwenkämpfer ) の彫刻が設置された。この彫刻はライオンを仕留めようと槍を振るう瞬間を描写したもので、彫刻家クリスティアン・ダニエル・ラウフ (Christian Daniel Rauch) の試作をもとにアルベルト・ヴォルフが完成させた。
シンケルは博物館の設計にあたって、当時のフランスで用いられていたスタイルも参考にして実験的な手法を取り入れた。楕円のホールを囲むように配置された展示室や、多くの柱列のある大規模なポルチコなどで、これらはシンケルが編み出した革新的な手法になっている。
中州という立地条件による湿気や川の氾濫から収蔵品を守るために、二階建ての建物本体は土台からかなり高い位置にあり、このことが旧博物館をより大きく見せている。博物館建築にあたって十分な場所を確保するために、中洲が存在するシュプレー川の流れ自体も土木工事によって変えられた。このため博物館建設時とほぼ同時期に道路工事、橋梁の拡張、運河の導入も実施されている。また、もともと博物館の屋根はローマの神殿パンテオンを模した半円球のドームで、これはこの博物館が芸術の神殿であることを意味していた。しかしながら近くに同じく半円球の屋根を持つベルリン大聖堂があったため見分けがつきにくくなってしまい、博物館側としてもあえて同じようなデザインを採用してベルリン大聖堂と競い合う必要はなかった。このため四角のカバーが博物館の屋根に設置されて、半円球のドーム屋根を隠す外装になっている。

### 内装
入り口の広い階段とイオニア様式の円柱を過ぎ、ポルチコから青銅の入り口を抜けると上階へ続く二つの階段にたどり着く。階段と玄関ホールは、その場所からベルリン市街を一望できる柱列によって隔てられている。
旧博物館の展示室は二つの中庭に沿って区分けされている。旧博物館中央は円形の部屋（ロタンダ）で、23mの半球形の天窓がある二階建ての吹き抜けとなっており、20本のコリント様式円柱で支えられた展示室がその周りを囲んでいる。ローマのパンテオン同様に、内装は長方形の窪んだパネルで格子状に装飾されており、博物館所蔵の彫像は20本の円柱の間に展示されている。ロタンダの天窓直下にはクリスチアン・ゴットリーブ・カンティアンによる6.9mの御影石製のボウルが設置される予定になっていたが、博物館に運び入れるにはあまりにも大きすぎると判断され、現在はルストガルテンの博物館前に置かれている。また、このロタンダは1966年に博物館が改装されたときに、元通りに復元された唯一の場所となっている。

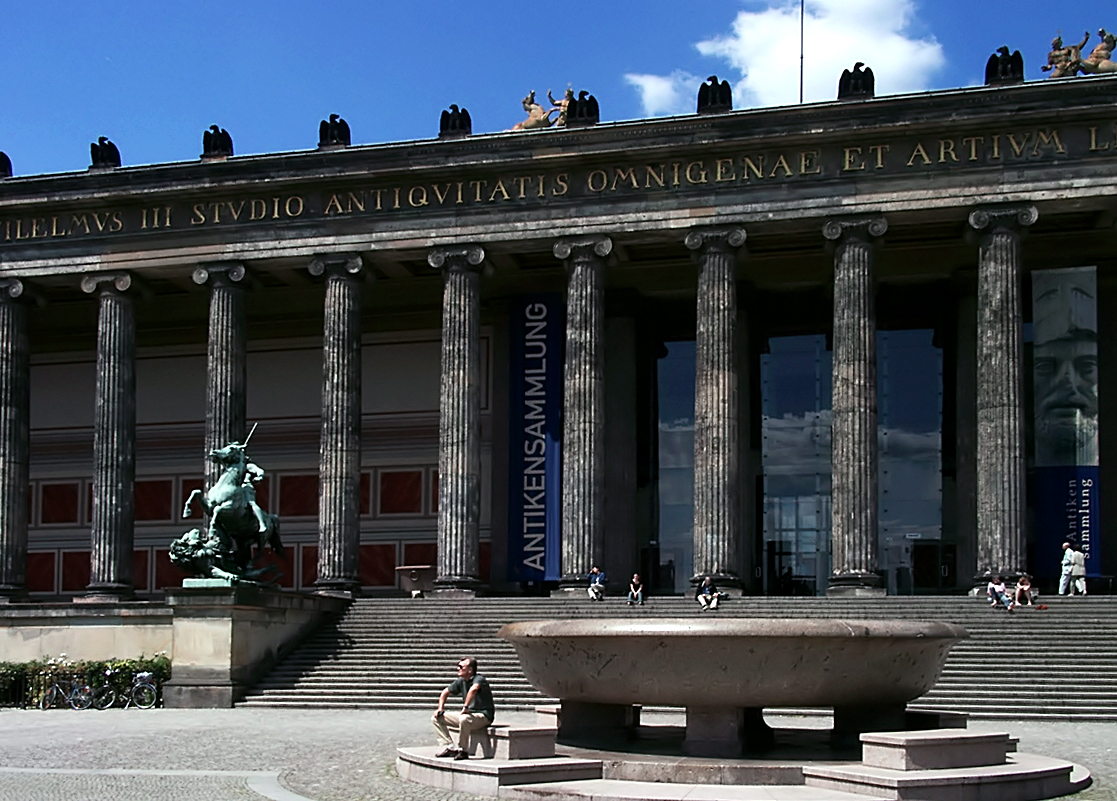
旧博物館の前に置かれた御影石のボウル
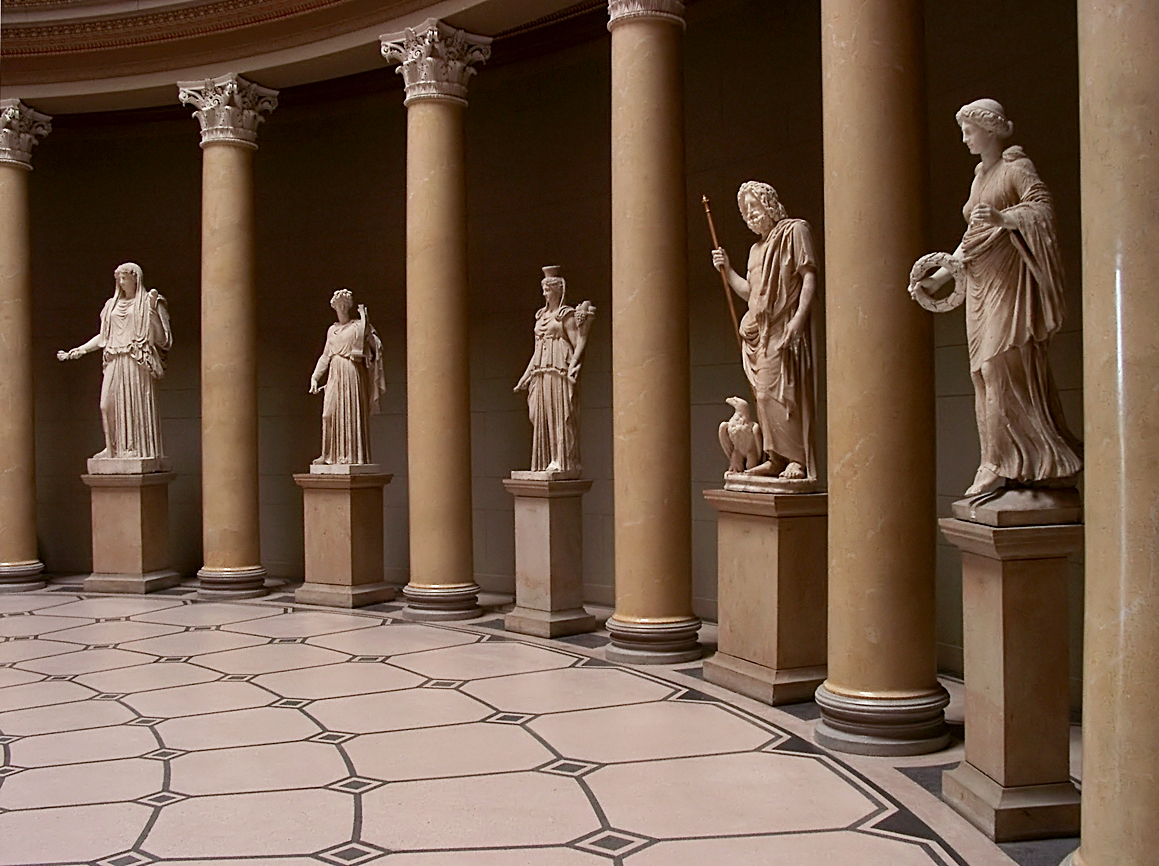
ロタンダの円柱を挟むように彫刻像が展示されている
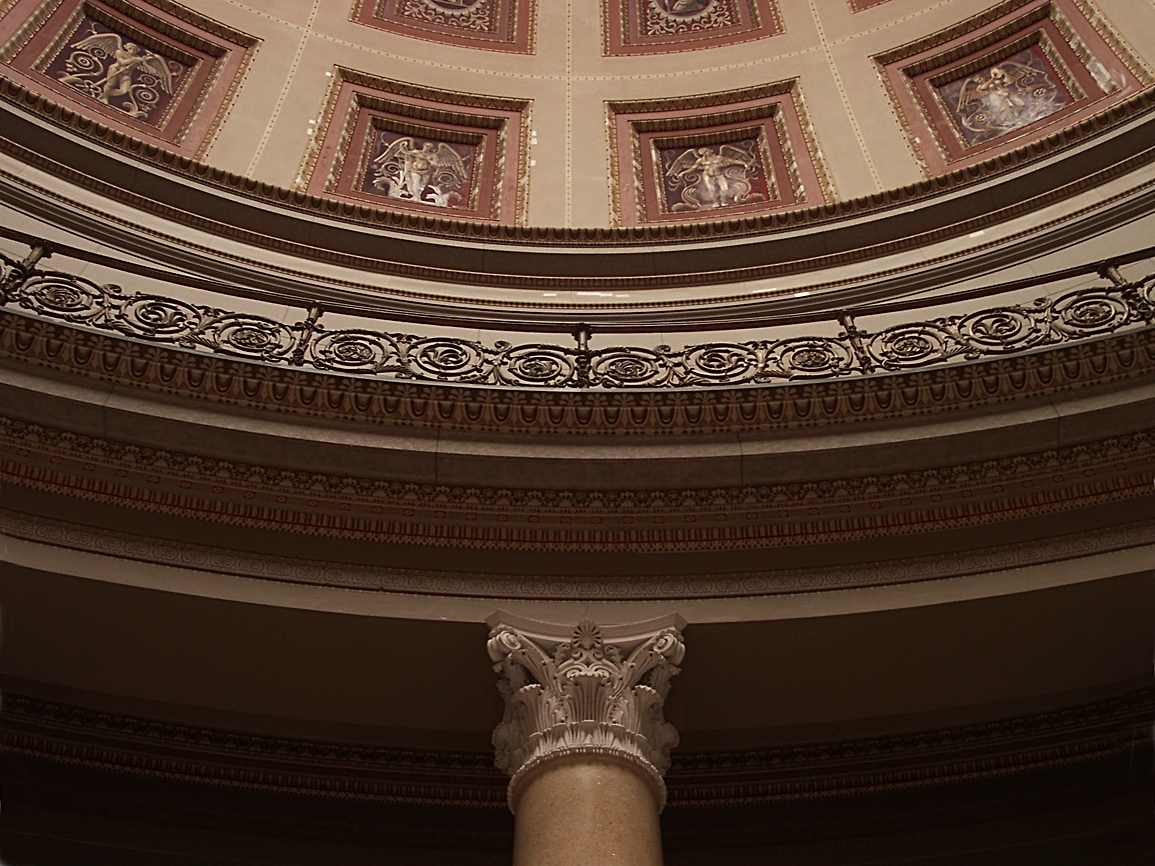
ロタンダを囲む展示室
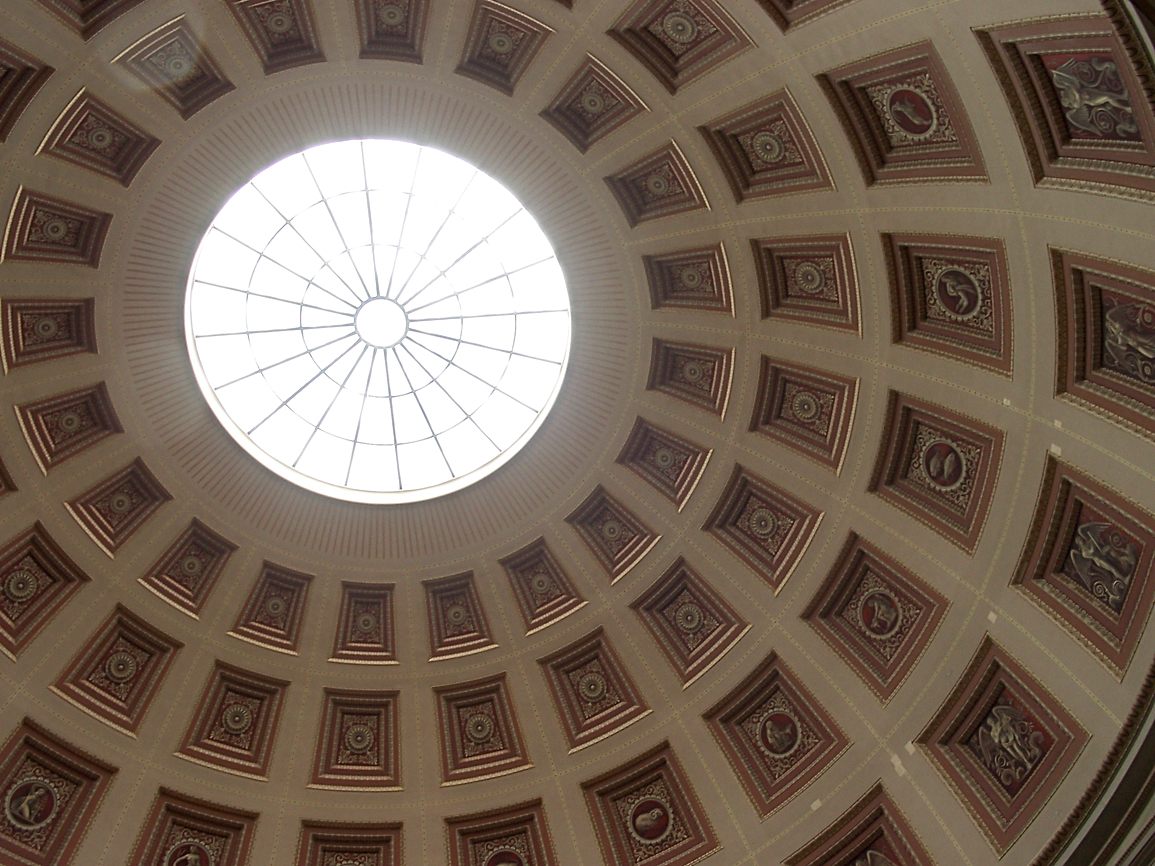
ロタンダの天窓

入口ロビーの後方には円柱に囲まれた二本の回廊が伸びている。シンケルは回廊の壁に、この建物の設計思想を装飾的な人物画を用いて描きだしている。それは「直接的な観察機会と適切な教材を提供するだけではなく（父親と息子の人物画で表されている）、さらに思考と議論の一助となる（会話をしている二人の男性の人物画で表されている）」というものである。
建築家としてだけでなく、画家としてのシンケルのもっとも重要な仕事は、博物館のロビーに描かれた一連のフレスコ画だった。当初から設計に含まれていたこの壁画群は1841年から1870年頃にわたって描き続けられ、ポルチコと吹き抜けの壁全面を埋め尽くす壮大なものだった。しかしながらこの壁画は第二次世界大戦で破壊され、現在はベルリン美術館の一翼を担う国立版画素描館 (en:Kupferstichkabinett Berlin) で展示されている、シンケル自身が描いた習作が二枚残っているのみである。現在では存在したことすらほぼ忘れられているこの壁画は、19世紀に描かれたフレスコ画のなかでも最重要な作品であった。さらにこの壁画は博物館を象徴するものとしても非常に重要で、シンケルが考える博物館が果たす役割と目的を詳細に表現したものだった。

## 歴史

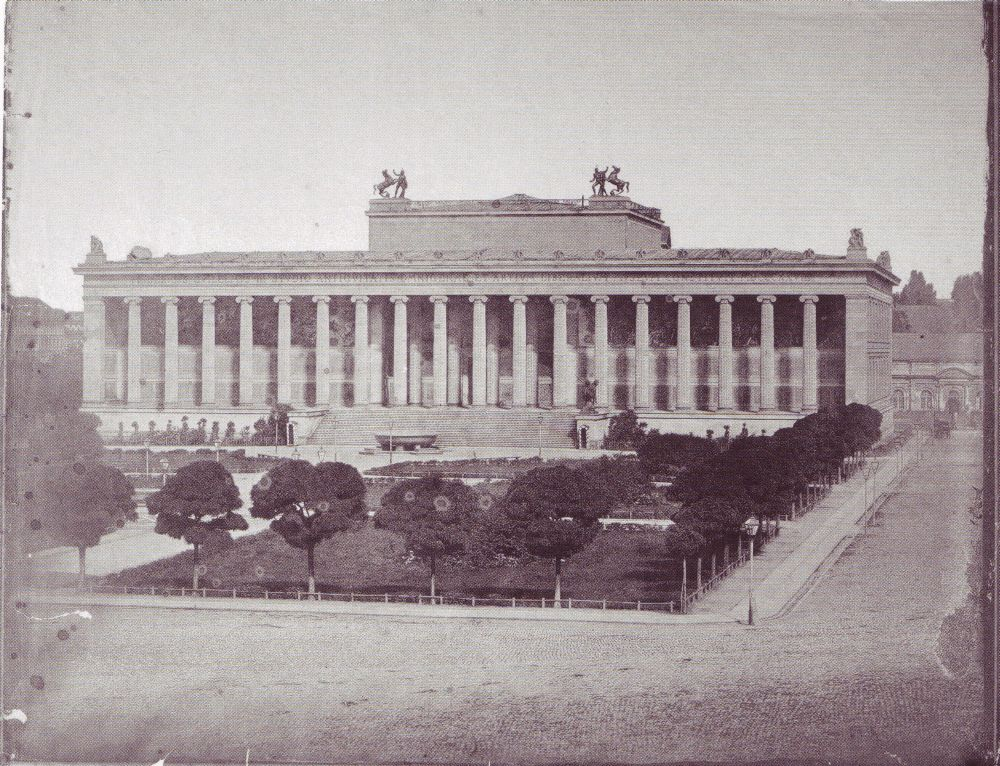
1854年以前の旧博物館

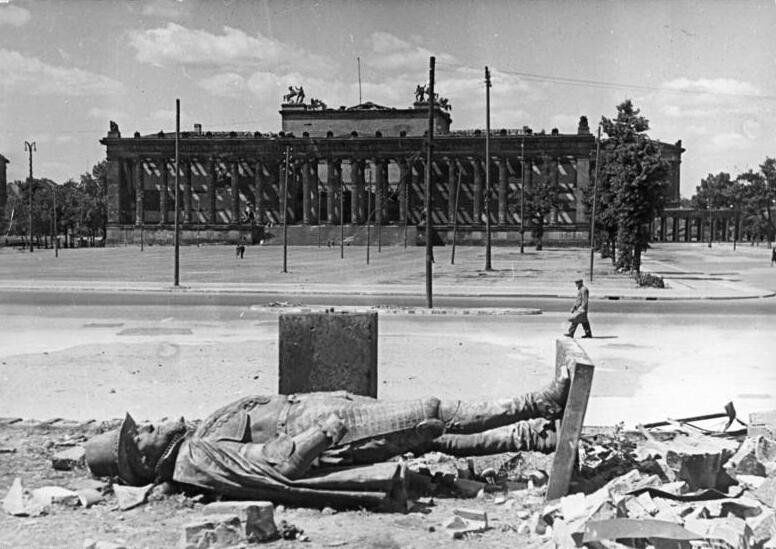
1950年の旧博物館

旧博物館の構想を決める権限を持った、国王に任命された委員会は「価値ある芸術品」 ("high" art) のみをこの博物館で展示することを決定した。この結果、近東の民族誌関連、先史時代の遺物、発掘された宝物などは旧博物館ではなく、ベルリンのモンビジュー宮 (en:Monbijou Palace) に収蔵された。
1855年にシンケルの弟子の建築家フリードリヒ・アウグスト・シュテューラー (en:Friedrich August Stüler) によって新博物館が完成し、「芸術と科学の聖域」博物館島の構想は具体化し始めた。その後、1876年にヨハン・ハインリヒ・シュトラックが最終的に完成させた旧国立美術館 、1904年にシュテューラーが構想し、エルンスト・ フォン・イーネの設計によって完成したカイザー＝フリードリヒ博物館（現在のボーデ博物館）、1930年にアルフレート・メッセル (en:Alfred Messel) とルードヴィヒ・ホフマンによるペルガモン博物館が完成し、現在の博物館島の姿となった。
1894年から1905年にかけてベルリン大聖堂が改築され、ユリウス・カール・ラシュドルフの設計によってそれまでの新古典主義様式から新ルネサンス様式へと姿を変えた。以前よりもはるかに大規模に増改築されたベルリン大聖堂は、古典的様式で建築されている近隣の博物館との調和を完全に破壊してしまう結果となった。
ナチス政権下の第三帝国時代に旧博物館は、軍隊の閲兵場として改造されたルストガルテンとともに、政治的プロパガンダに使用された。そして第二次世界大戦終結直前に建物前に止められていたタンクローリーの爆発によって旧博物館は大破し、シンケルとペーター・コルネリウスが入口とポルチコの壁面に描いたフレスコ画はほぼ壊滅した。
ベルリン美術館館長ルートヴィヒ・ユスティ (de:Ludwig Justi) のもと、甚大な被害を受けた博物館島の建物群の中で、旧博物館が最初に再建、修復を受ける博物館に選ばれた。ハンス・エリッヒ・ボガツキー (de:Hans Erich Bogatzky) とテオドール・ヴォッセンが、1951年から1966年にわたって旧博物館の再建を担当した。1982年にはシンケルのオリジナルのデザインに従ってロタンダの壁画も修復されている。しかしながら1階各展示室の天井装飾や円柱に渡されていた桁は再建されていない。また、以前は旧博物館と新博物館とを接続していた連絡橋も再建されていないが、2015年に計画されている博物館島の改修工事のときに、新しく全博物館を接続する地下通路の建設が予定されている。

## コレクション
もともとは旧博物館はベルリンのあらゆる美術品を収蔵することを目的としていた。しかし1904年以降は古美術品 (Antikensammlung ) のみを収蔵の対象としている。1998年からは1階には古代ギリシアの美術品が常設展示されており、2階ではその時々の特別展示会が開催されている。